# Solenogyne gunnii
Solenogyne gunnii là một loài thực vật có hoa trong họ Cúc. Loài này được (Hook.f.) Cabrera miêu tả khoa học đầu tiên năm 1966.